# Alphonse Giroux

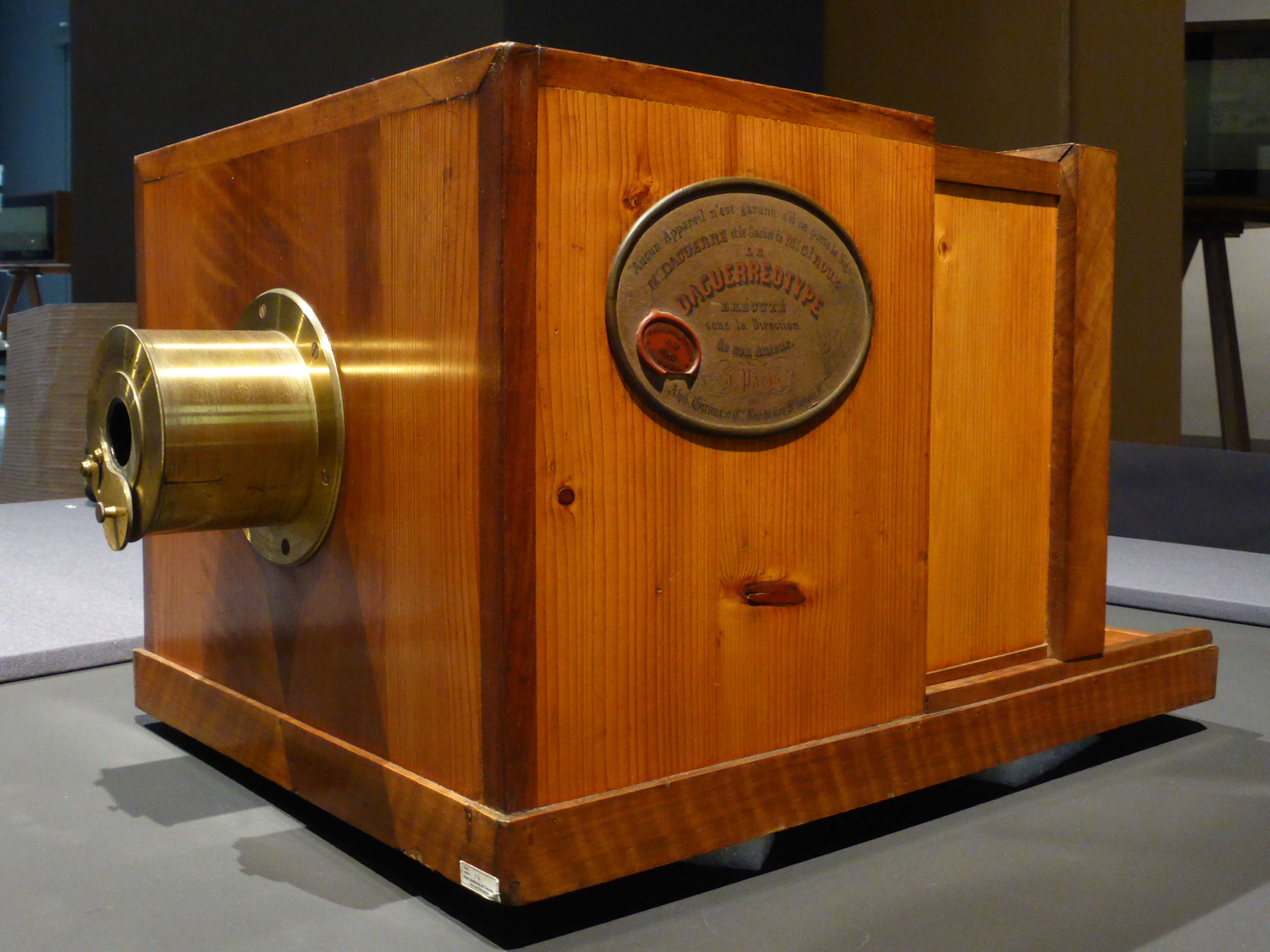
Cámara fotográfica original de 1839, construida por Alph. Giroux, en París. Se conserva en la Real Academia de Ciencias y Artes de Barcelona. Con esta cámara se obtuvieron las primeras vistas al daguerrotipo en Barcelona, el 10 de noviembre de 1839.

Alphonse Giroux (c. 1775 - 1848) fue un ebanista francés que además era especialista en trabajos de metal, hueso y marfil y construyó la primera cámara comercial de daguerrotipos.
Francois Simon Alphonse Giroux estuvo interesado durante su juventud en la pintura bajo la influencia de Jacques-Louis David, pero se dedicó al comercio de cuadros, muebles y objetos de arte. En 1799 inició su negocio en la calle de Coq-Saint-Honoré, número 7 de París. Su hijo Alphonse-Gustave continúo con su actividad mientras que su hijo André se dedicó a la pintura.
El 22 de junio de 1839 Daguerre e Isidore Niépce firmaron un contrato con Alphonse Giroux y los hermanos Susse por la que les proporcionaban la exclusiva de la fabricación de la cámara de daguerrotipos. Algunos autores señalan que Alphonse Giroux era cuñado de Daguerre.
La cámara apareció en el mercado en agosto de 1839 y estaba formada por dos cajas de madera que en la parte delantera llevaban las lentes, fabricadas por Charles Chevalier, mientras que en la parte trasera un portacristales donde introducir posteriormente el daguerrotipo a realizar. Recibieron el nombre de cámaras de caja deslizante y el enfoque se conseguía mediante el desplazamiento de la caja trasera cubriéndose el fotógrafo con una tela para encontrar el punto exacto en el cristal sin que se lo impidiese la luz ambiental. El coste de la cámara y el equipo era de 400 francos, lo que representaba una importante cantidad de dinero en aquellos años.

## 
- Esta obra contiene una traducción  derivada de «Alphonse Giroux» de Wikipedia en francés, concretamente de esta versión, publicada por sus editores bajo la Licencia de documentación libre de GNU y la Licencia Creative Commons Atribución-CompartirIgual 4.0 Internacional.

- Datos: Q2839814
- Multimedia: Alphonse Giroux / Q2839814